# Юрєвський Дол
Юрєвський Дол (словен. Jurjevski Dol) — поселення в общині Шентиль, Подравський регіон‎, Словенія.